# Граківська сільська рада
Гракі́вська сільська́ ра́да — адміністративно-територіальна одиниця та орган місцевого самоврядування в Чугуївському районі Харківської області. Адміністративний центр — село Гракове.

## Загальні відомості
Граківська сільська рада утворена в 1923 році.
- Територія ради: 61,094 км²
- Населення ради: 1 150 осіб (станом на 2001 рік)
- Територією ради протікає річка Гнилиця.

## Населені пункти
Сільській раді були підпорядковані населені пункти:
- с. Гракове
- с-ще Залізничне
- с. Ртищівка

## Склад ради
Рада складалася з 16 депутатів та голови.
- Голова ради: Герез Ростислав Степанович
- Секретар ради: Шитікова Людмила Григорівна

### Керівний склад попередніх скликань
| Прізвище, ім'я, по батькові | Основні відомості                                                             | Дата обрання | Дата звільнення |
| --------------------------- | ----------------------------------------------------------------------------- | ------------ | --------------- |
| Черкашин Олексій Єгорович   | Сільський голова, 1941 року народження, член Народно-демократичної партії     | 26.03.2006   | 15.04.2009      |
| Наумов Валентин Миколайович | Сільський голова, 1966 року народження, освіта вища, член партії Єдиний Центр | 02.08.2009   | 31.10.2010      |
| Наумов Валентин Миколайович | Сільський голова, 1966 року народження, освіта вища, член Партії регіонів     | 31.10.2010   | 25.10.2015      |
| Герез Ростислав Степанович  | Сільський голова, 1964 року народження, освіта вища, безпартійний             | 25.10.2015   |                 |

Примітка: таблиця складена за даними сайту Верховної Ради України

### Депутати
За результатами місцевих виборів 2010 року депутатами ради стали:

#### За суб'єктами висування
| Суб'єкт висування                                       | Кількість обраних депутатів | %    |
| ------------------------------------------------------- | --------------------------- | ---- |
| Партія регіонів                                         | 7                           | 43,8 |
| Партія «Відродження»                                    | 4                           | 25   |
| Політична партія Всеукраїнське об'єднання «Батьківщина» | 2                           | 12,5 |
| Самовисування                                           | 2                           | 12,5 |
| Соціалістична партія України                            | 1                           | 6,3  |

#### За округами
| № округу                                                | Прізвище, ім'я, по батькові      | Дата визнання обраним | Освіта             | Партійна приналежність    | Відомості про обраного депутата                      |
| ------------------------------------------------------- | -------------------------------- | --------------------- | ------------------ | ------------------------- | ---------------------------------------------------- |
| Партія «ВІДРОДЖЕННЯ»                                    |                                  |                       |                    |                           |                                                      |
| 12                                                      | Педан Володимир Іванович         | 02.11.2010            | вища               | член Партії «ВІДРОДЖЕННЯ» | СТГО Південна залізниця, начальник станції           |
| 13                                                      | Козлов Сергій Володимирович      | 02.11.2010            | середня спеціальна | член Партії «ВІДРОДЖЕННЯ» | СТГО Південна залізниця, складач поїздів             |
| 14                                                      | Сухомлин Володимир Олександрович | 02.11.2010            | середня            | член Партії регіонів      | ЗАТ «ТММ Енергобуд», електрик                        |
| 16                                                      | Верещака Юрій Миколайович        | 02.11.2010            | вища               | член Партії «ВІДРОДЖЕННЯ» | СТГО Південна залізниця, старший електро-механік     |
| Партія регіонів                                         |                                  |                       |                    |                           |                                                      |
| 4                                                       | Лізогубов Юрій Анатолійович      | 02.11.2010            | середня            | член Партії регіонів      | ДП «Агро-ресурс», управляючий                        |
| 5                                                       | Шитікова Людмила Григорівна      | 02.11.2010            | середня спеціальна | член Партії регіонів      | Граківська сільська рада, секретар                   |
| 6                                                       | Шевердін Микола Іванович         | 02.11.2010            | вища               | член Партії регіонів      | ДП «Агро-ресурс», агроном                            |
| 7                                                       | Самаріна Віра Петрівна           | 02.11.2010            | середня            | член Партії регіонів      | Граківське відділення поштового зв"язку, листоноша   |
| 8                                                       | Жуга Людмила Олександрівна       | 02.11.2010            | середня            | член Партії регіонів      | Граківська сільська рада, паспортист                 |
| 9                                                       | Капустянська Валентина Андріївна | 02.11.2010            | вища               | член Партії регіонів      | пенсіонер                                            |
| 10                                                      | Постніков Сергій Васильович      | 02.11.2010            | вища               | член Партії регіонів      | ДП «Агро-ресурс», механік                            |
| Політична партія Всеукраїнське об'єднання «Батьківщина» |                                  |                       |                    |                           |                                                      |
| 3                                                       | Лізогубова Любов Василівна       | 02.11.2010            | середня            | позапартійна              | Граківська амбулаторія, медична сестра               |
| 11                                                      | Пугачова Алла Вікторівна         | 02.11.2010            | середня            | позапартійна              | тимчасово не працює                                  |
| Соціалістична партія України                            |                                  |                       |                    |                           |                                                      |
| 1                                                       | Павленко Раїса Петрівна          | 02.11.2010            | середня            | позапартійна              | пенсіонер                                            |
| Самовисування                                           |                                  |                       |                    |                           |                                                      |
| 2                                                       | Михайлов Олексій Володимирович   | 09.01.2011            | вища               | член Партії регіонів      | загальноосвітня школа І-ІІІ ст. с. Гракове, директор |
| 15                                                      | Жульов Василь Миколайович        | 02.11.2010            | середня            | позапартійний             | Вагонне депо "Куп"янськ", оглядач вагонів            |